# 주르지 하바시
주르지 하바시(아랍어: جورج حبش: 1926년 8월 2일 ~ 2008년 1월 26일)는 팔레스타인의 공산주의 혁명가이다. "의사"라는 뜻의 알하킴(아랍어: الحكيم)이라는 별명으로 알려져 있다. 1951년 아랍 국민주의 운동을 설립하여 지도자로 활동했으며, 범아랍주의 운동과 세속주의 운동을 주도했다. 1967년 마르크스-레닌주의 공산당이자 혁명적 사회주의 조직인 팔레스타인 해방인민전선을 설립하였으며, 중앙위원회 서기장으로 선출되었다. 2000년 주르지 하바시는 건강 악화로 팔레스타인 해방인민전선 중앙위원회 서기장에서 사임했으며, 아부 알리 무스타파를 후계자로 지지했다. 아부 알리 무스타파는 팔레스타인 해방인민전선 중앙위원회 서기장으로 선출되었다. 주르지 하바시는 서기장직에서 사임한 이후 팔레스타인 해방인민전선 중앙위원회 위원으로 선출되어 팔레스타인 해방인민전선에서 적극적으로 활동하였다.